# Dom Cechu Rzeźników i Masarzy w Krakowie
Dom Cechu Rzeźników i Masarzy (znany także jako Dom Na Kotłowem) – zabytkowa kamienica znajdująca się w Krakowie, w dzielnicy I przy ulicy Westerplatte 18,  na Wesołej.

## Historia kamienicy
W średniowieczu w miejscu obecnej kamienicy znajdowało się miejsce uboju zwierząt. Przez niemieckich osadników było nazywane Kuttelhof lub Kuthlov, co oznacza miejsce składowania odpadów rzeźniczych. Nazwa ta została później spolszczona na „Kotłów” lub „Na Kotłowem”. Na przełomie XV i XVI wieku wzniesiono w tym miejscu pierwszy dom cechu rzeźników.
W II połowie XIX wieku cech rzeźników krakowskich, na którego czele stali Stanisław Armółowicz (zarazem rajca miejski) i Tomasz Wójcicki, zadecydował o postawieniu w tym miejscu nowej siedziby. Decyzję podjęto w 1874, kamień węgielny poświęcono w 1879, a budowę ukończono w 1881. Budynek został wzniesiony według projektu Jana Ertla lub Pawła Barańskiego. Koszty budowy wyniosły 40 tys. złotych reńskich.
27 marca 1907 w budynku powołana została krakowska Izba Rzemieślnicza. Był on jej siedzibą do 1930 roku, gdy objęła własny budynek przy ulicy świętej Anny. W 1927 miał tu miejsce III Zjazd Izb Rzemieślniczych, w którym uczestniczył m.in. ówczesny wicepremier Eugeniusz Kwiatkowski. Budynek odwiedził także prezydent Ignacy Mościcki. W 1949 cech zlikwidowano. Dom przejęły Krakowskie Zakłady Mięsne. Od 1956 znajdował się pod zarządem Izby Rzemieślniczej, a od 1985 – Cechu Rzemiosł Spożywczych.
3 grudnia 1975 kamienica została wpisana do rejestru zabytków. Znajduje się także w gminnej ewidencji zabytków.
W 2008 roku w budynku przeprowadzono remont konserwatorski. 

## Architektura i wystrój
Jest to budynek dwupiętrowy, o charakterze eklektycznym. Na szczycie fasady budynku znajduje się herb cechu (głowa wołu i topory rzeźnicze) i napis „Kotłów”, a poniżej kolejny napis „Dom Cechu Rzeźników i Masarzy”.
Na pierwszym piętrze znajduje się wielka sala posiedzeń z galerią nad wejściem i stylowym żyrandolem. Znajdują się w niej portrety królów polskich: Bolesława Chrobrego, Kazimierza Wielkiego, Władysława Jagiełły, Zygmunta Augusta, Stefana Batorego i Jana III Sobieskiego, wykonane na podstawie szkiców Jana Matejki przez J. Kruszewskiego. Pod każdym portretem umieszczono napis z informacją, jakie przywileje otrzymał od danego monarchy cech rzeźników. W sali znajduje się także ufundowana przez Jana Matejkę akwarela z godłem cechu: głową wołu z gwiazdą między rogami, portrety mistrzów cechowych pędzla Wojciecha Weissa i Wojciecha Kossaka oraz obraz przedstawiający Bramę Mikołajską, niegdyś bronioną przez rzeźników.